# Central Florida Tourism Oversight District
Il Central Florida Tourism Oversight District (CFTOD), conosciuto in passato come Reedy Creek Improvement District, è un distretto a giurisdizione e tassazione speciale responsabile per l'amministrazione del Walt Disney World Resort. Include più di 100 km2 tra le contee di Orange e Osceola in Florida, inglobando e controllando interamente le città di Bay Lake e Lake Buena Vista. Detiene de facto le stesse autorità di una qualsiasi contea statunitense.
Il distretto nasce nel 1967 su richiesta di Walt Disney e della sua omonima azienda durante le prime fasi di pianificazione del Walt Disney World. Nel febbraio del 2023 il governo della Florida ha approvato la House Bill 9B, sospendendo defenitivamente il Reedy Creek Improvement Act e costituendo l'attuale Central Florida Tourism Oversight District, limitando il controllo da parte della Walt Disney Company sulla giurisdizione del distretto.

## Storia
Dopo il successo di Disneyland ad Anaheim, Walt Disney iniziò a pianificare e progettare la costruzione del suo secondo parco sulla costa orientale degli Stati Uniti. Era consapevole che per sviluppare i suoi progetti nell'area avrebbe necessitato di una maggiore autonomia amministrativa. Per questo motivo Disney presentò una petizione allo Stato della Florida per la creazione del Reedy Creek e di Improvement District, che avrebbe goduto di un'autonomia quasi totale all'interno dei confini del parco. 
I residenti delle conte di Orange e Osceola non erano tenuti a pagare imposte aggiuntive. Il distretto era responsabile di numerosi servizi pubblici quali la pianificazione e regolamentazione territoriale, codici edilizi, gestione delle acque, gestione dei rifiuti, sicurezza, strade, servizi sanitari e servizi ambientali. L'idea della costruzione di EPCOT (Experimental Prototype Community of Tomorrow) come utopica città del futuro fu uno degli elementi centrali della campagna di lobbying per ottenere l'approvazione del distretto. 
Il 12 maggio 1967 il governatore Claude R.Kirk Jr. firma il Reedy Creek Improvement Act, modificando la costituzione della Florida e costituendo le città di Bay Lake e Reedy Creek (successivamente rinominata Lake Buena Vista)